# Shred

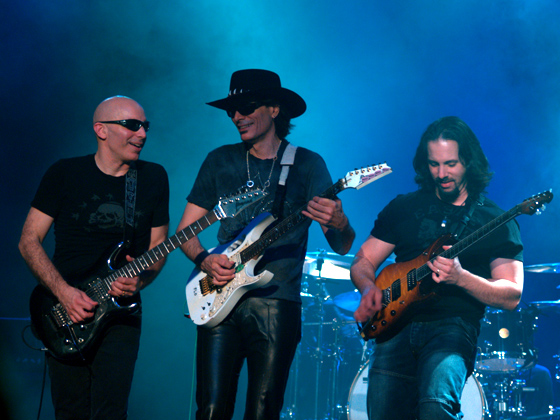
Joe Satriani, Steve Vai & John Petrucci no Regent Theatre, Melbourne, Australia, em dezembro de 2006.

Shred ou Shredding é o termo utilizado para o estilo de tocar guitarra dando ênfase à velocidade, técnica, à criatividade e à experimentação sonora. Consiste, principalmente, no uso constante das técnicas de fast picking, legatos (hammer on/pull off), sweep-picking e tapping. São usadas com o objetivo de aumentar a velocidade ao limite e tocar figuras como semicolcheia, fusas ou até semifusas, em tempos rápidos, de 140 até mais de 240bpm. Podem ser usadas como simples exibicionismo técnico (muitas vezes por influência do violinista italiano do período romântico Niccolò Paganini) ou para adicionar partes energéticas e fortes à música.

## História e exemplos de shredders
Em 1969, Jimmy Page do Led Zeppelin compôs 'Heartbreaker'; seu solo apresenta técnicas misturadas (execução rápida com hammer-ons e pull-offs). Steve Vai comentou sobre em uma entrevista de 1998 para a Guitar World:
"Essa 'Heartbreaker' teve um grande impacto comigo quando era mais jovem. Era desafiadora, corajosa e muito ousada. É de fato o solo de guitarra definitivo do rock."

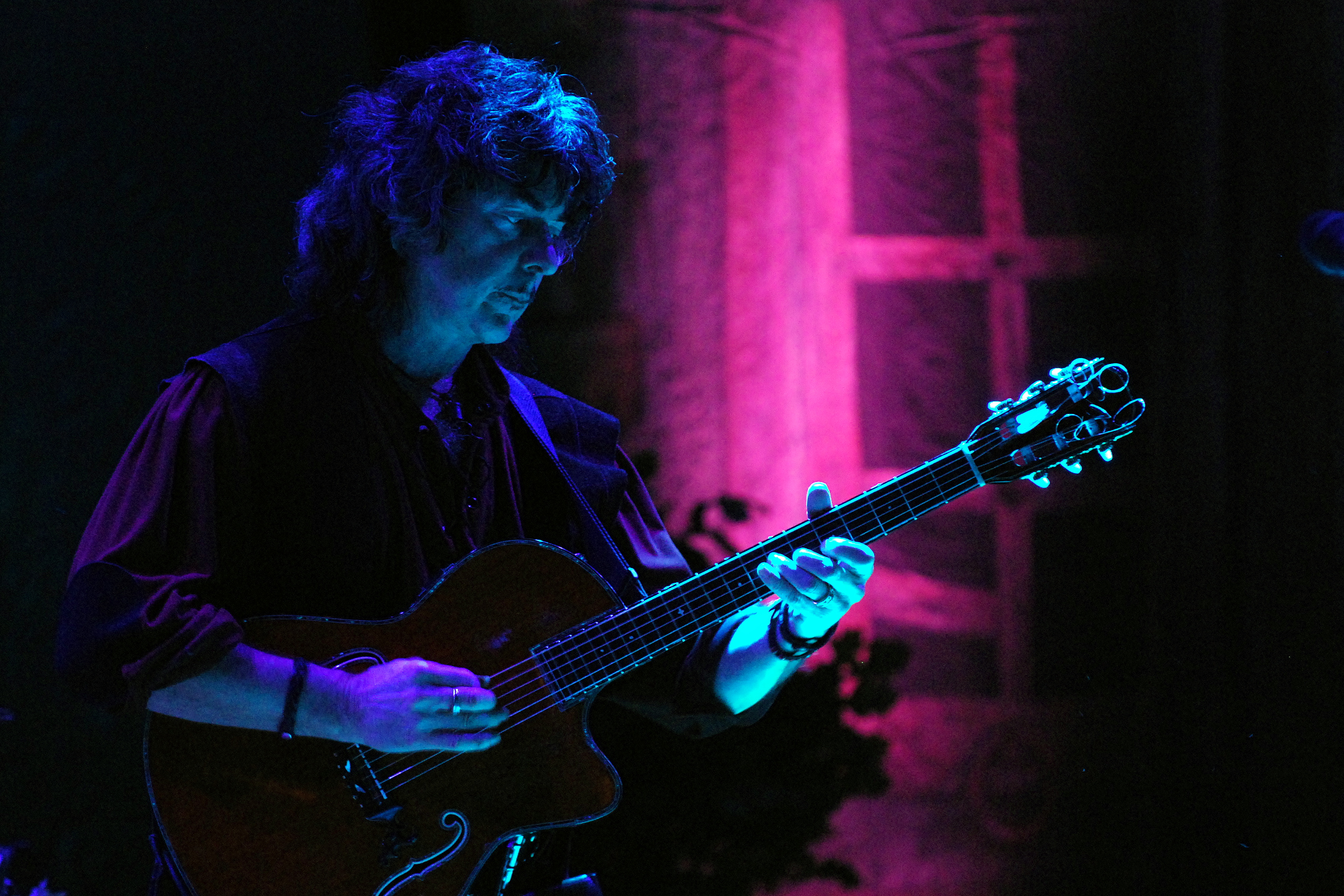
Ritchie Blackmore em 2009

Ritchie Blackmore, mais conhecido como o guitarrista do Deep Purple e Rainbow foi um shredder pioneiro. Ele combinou elementos do blues, jazz e música clássica no seu estilo rápido característico do shred.
Em 1974, a banda alemã Scorpions usou seu novo guitarrista Ulrich Roth para o álbum ''Fly to the Rainbow'', que utilizou inúmeras técnicas extremamente avançadas, muitas derivadas da música clássica.
O gênero continuou evoluindo e passou a ter uma forma mais sólida com Eddie Van Halen que adicionou técnicas inovadoras como o tapping, embora já tivesse sido utilizada por outros músicos, nunca tomou a forma, musicalidade e velocidade que Eddie conseguiu dar, um exemplo da técnica em ação é no solo da aclamada 'Eruption',  um dos sucessos do Van Halen, gravada em 1977.

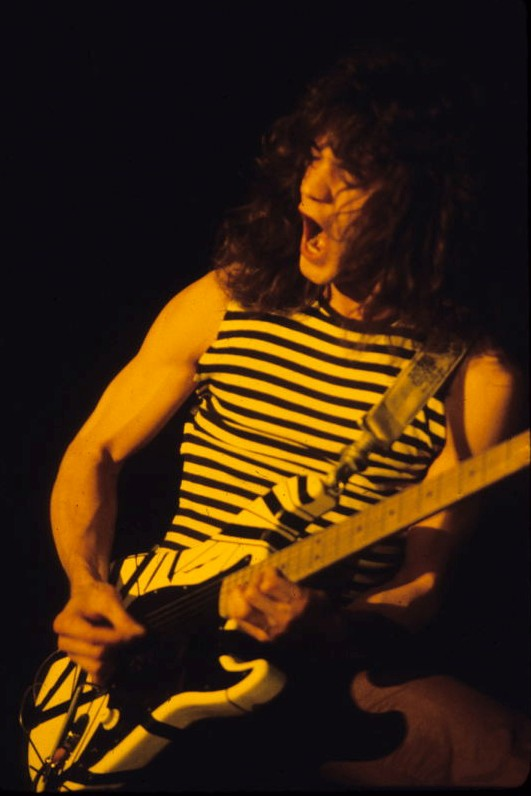
Eddie Van Halen em 1977 (EVH)

Alguns exemplos de guitarristas em destaque do gênero nos dias atuais: Nuno Bettencourt, John Petrucci, Steve Vai, Ron Thal, Paul Gilbert, John McLaughlin, Yngwie Malmsteen, Allan Holdsworth, Zakk Wylde, Steve Morse, Jason Becker, Marty Friedman, Buckethead, Rusty Cooley, Allan Holdsworth, Kiko Loureiro, entre outros.
É válido ressaltar também que o estilo Shred de tocar têm ganhado bastante força ao redor do mundo por conta da popularização das redes sociais e de mídia visual, como o Youtube.  Entre alguns Shreders youtubers que tem popularizado o estilo, por meio de batalhas e demonstrações, estão Jared Dines, Garret Petters, Rabea Massaad, Rob Scallon, Robert Baker e Bradley Hall 

## Estilo de tocar
O estilo Shredding tem se tornado uma característica importante no mundo do metal. Ela inclui técnicas avançadas como sweep, palhetada alternada e tremulo; salto de cordas; tapping; ligados. Guitarristas shredders costumam usar escalas, tríades e modos cujo escopo podem abranger até três oitavas, tocadas em tempos rápidos, de forma ascendente e descendente. Frequentemente são utilizados padrões de arranjo e solo, de modo a aumentar a complexidade do som, sem, no entanto, deixar de demonstrar feeling e coerência nas técnicas aplicadas. 